# Gustav Dyckerhoff
Gustav Wilhelm Bernhard Dyckerhoff (* 12. Oktober 1838 in Mannheim; † 12. Januar 1923 in Wiesbaden-Biebrich) war ein deutscher Unternehmer in der Zementindustrie.

## Leben

### Herkunft und Familie
Gustav Dyckerhoff wurde als Sohn des Wilhelm Gustav Dyckerhoff und dessen Gemahlin Caroline Dyckerhoff geb. Eglinger geboren und wuchs zusammen mit seinen Geschwistern Hermann, Carl, Eugen und Rudolf auf.
Am 9. April 1867 heiratete er in Mannheim Luise Emilie Helmreich (1844–1916), mit der er die Kinder Wilhelm (1868–1956, Regierungsvizepräsident), Karl Ludwig (1869–1938, Unternehmer), Otto Rudolf (1870–1954, Fabrikant), Helene (⚭Ludwig Wilkening) und Eduard Eugen (1878–1948) hatte.

### Werdegang und Wirken
Nach seiner Schulausbildung begann Gustav eine kaufmännische Lehre in Bamberg und war für eine kurze Zeit im väterlichen Unternehmen tätig. Bevor er zum Geschäftsführer der Dyckerhoff & Söhne GmbH bestimmt wurde, hatte er für zwei Jahre eine Beschäftigung als Kaufmann in Marseille. Mit kaufmännischem Weitblick wurde er mit der Zeit zu einer bedeutenden Unternehmerpersönlichkeit. Bereits in den Anfangsjahren lag sein Hauptverdienst am rechtzeitigen Erwerb größerer Ton-, Kalkstein- und Mergelvorkommen in der Nähe der Fabrik. Es gelang ihm, den Auslandsabsatz zu heben und den holländischen Markt gegen neun starke englische Mitbewerber zu erobern. Auch die Lieferungen in die USA gewannen an Bedeutung. Gegen Ende des Jahrhunderts machten sie knapp ein Viertel der Jahresproduktion von 600.000 Fässern aus. Gustav sorgte für seine fast 1200 Arbeiter und zahlte ihnen Löhne, wie sie in den besten Nachbarbetrieben üblich waren. 1864 gründete er eine betriebliche Krankenkasse, die bereits alle wesentlichen Leistungen erbrachte, die erst später durch die Reichsversicherungsordnung (RVO) eine gesetzliche Regelung erhielten. Die damit geschaffene soziale Tradition wurde von den beiden ältesten Söhnen Gustavs und Rudolfs, die zur Jahrhundertwende in den Betrieb kamen, fortgesetzt. 1911, als die Firma in eine GmbH umgewandelt wurde, zogen sich die Gebrüder von den Geschäften zurück.

## Ehrungen
- 1889 Kommerzienrat
- 1904 Geheimer Kommerzienrat